# Мангајат језик
Мангајат језик је језик из породице нигер-конгоанских језика, грана убангијских језика. Њиме се служи око 400 становника Јужног Судана у вилајету Западни Бахр ел Газал југоисточно од града Раге.